# Hurdsfield
Hurdsfield és una població dels Estats Units a l'estat de Dakota del Nord. Segons el cens del 2000 tenia 91 habitants.

## Demografia
Segons el cens del 2000, Hurdsfield tenia 91 habitants, 43 habitatges, i 27 famílies. La densitat de població era de 121,2 hab./km².
Dels 43 habitatges en un 23,3% hi vivien nens de menys de 18 anys, en un 53,5% hi vivien parelles casades, en un 11,6% dones solteres, i en un 34,9% no eren unitats familiars. En el 30,2% dels habitatges hi vivien persones soles el 27,9% de les quals corresponia a persones de 65 anys o més que vivien soles. El nombre mitjà de persones vivint en cada habitatge era de 2,12 i el nombre mitjà de persones que vivien en cada família era de 2,64.
Per edats la població es repartia de la següent manera: un 19,8% tenia menys de 18 anys, un 4,4% entre 18 i 24, un 22% entre 25 i 44, un 15,4% de 45 a 60 i un 38,5% 65 anys o més.
L'edat mediana era de 55 anys. Per cada 100 dones de 18 o més anys hi havia 73,8 homes.
La renda mediana per habitatge era de 15.625 $ i la renda mediana per família de 28.125 $. Els homes tenien una renda mediana de 22.500 $ mentre que les dones 21.250 $. La renda per capita de la població era d'11.208 $. Entorn del 8,3% de les famílies i el 6,3% de la població estaven per davall del llindar de pobresa.

## Poblacions més properes
El següent diagrama mostra les poblacions més properes.